# Parisina
Pour l’article homonyme, voir Parisina (Mascagni).
Représentations notables
- 6 février 1834, La Scala de Milan
- 25 décembre 1834, La Fenice de Venise
- 4 juin 1837, Théâtre St-Charles de La Nouvelle-Orléans
- 17 septembre 1964, Teatro dei Rinnovati de Sienne
- 6 mars 1974, Carnegie Hall de New York
- 18 mai 1990, Teatro comunale de Florence

Personnages
- Parisina, épouse du duc Azzo (soprano)
- Ugo, jeune page de la cour du duc de Ferrare (ténor)
- Azzo, duc de Ferrare (baryton)
- Ernesto, chancelier du duc Azzo (basse)
- Imelda, servante de Parisina (mezzo-soprano)
- Chevaliers, servantes, gondoliers, écuyers et soldats (chœur)

Airs
Sogno talor : air de Parisina au deuxième acte
Parisina est un opéra (melodramma) en trois actes composé par Gaetano Donizetti. Felice Romani est l’auteur du livret tiré du poème Parisina écrit en 1816 par Lord Byron. La création eut lieu au Teatro della Pergola de Florence le 17 mars 1833.

## Sujet

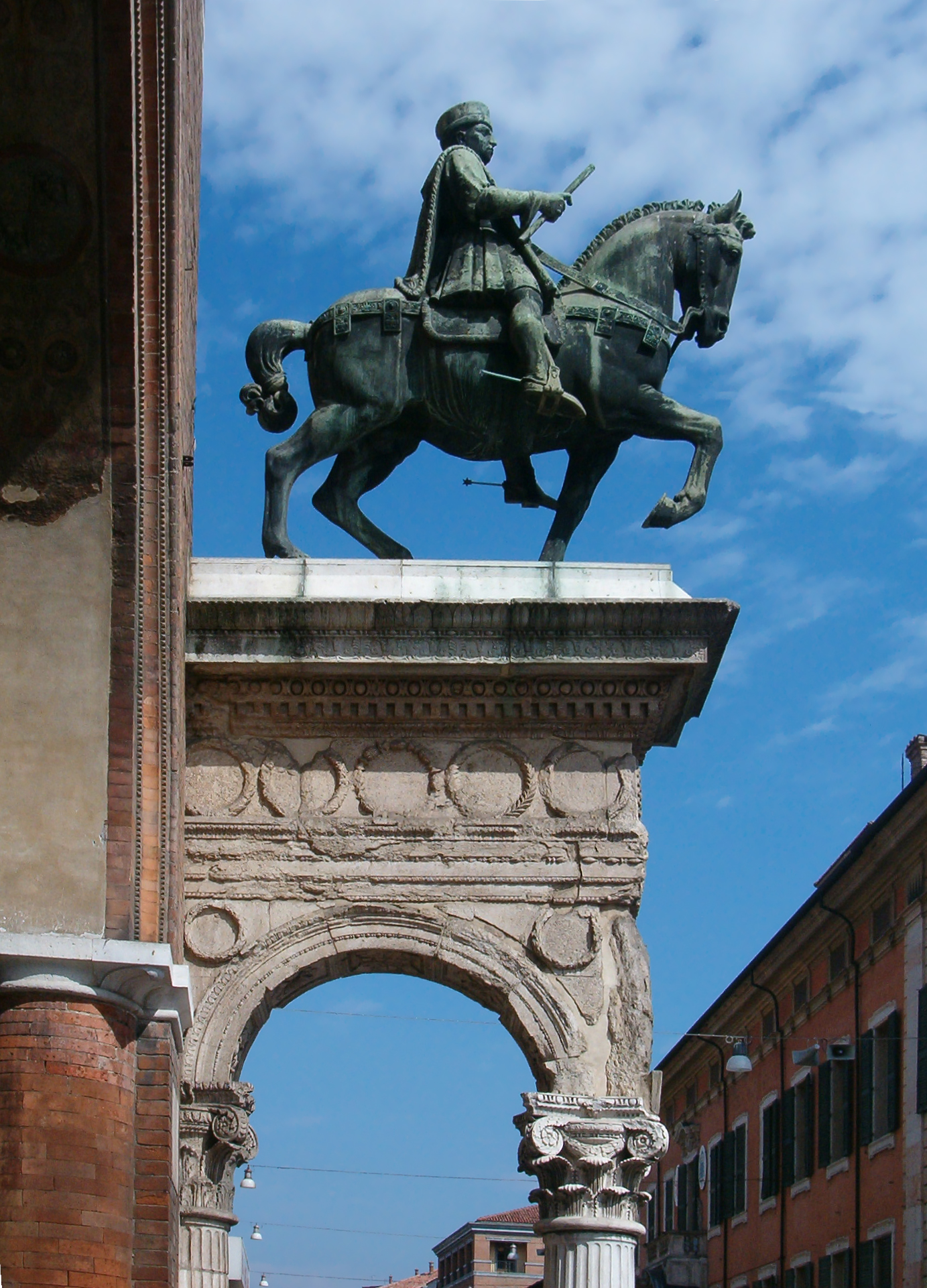
Statue équestre de Nicolas III d'Este à Ferrare. C’est lui qui a inspiré le personnage du duc Azzo dans l’opéra de Donizetti.

Le sujet est emprunté au poème homonyme de Lord Byron fondé sur des faits historiques. Les personnages sont inspirés de Parisina Malatesta (fille d’Andrea Malatesta), deuxième épouse de Nicolas III d'Este, marquis de Ferrare. Ce dernier fera décapiter, le 21 mai 1425, son épouse Parisina et son fils naturel Ugo, après qu’ils ont été convaincus d’adultère.
Le livret prend de très grandes libertés avec la vérité historique. Outre le fait que certains noms sont modifiés, Ugo devient dans l’opéra le fils légitime (né d’un premier mariage) d’Azzo, même si ce dernier en ignore l’existence. Après qu’on lui a révélé qu’Ugo est son fils, Azzo le fera néanmoins exécuter, Parisina mourant de douleur à la vue du cadavre d’Ugo.

## Argument
L’action de l’opéra se déroule au XVe siècle, à Ferrare.

### Acte I

#### Scène 1
Une salle au rez-de-chaussée du palais du Belvédère, sur une île du Pô.
Après avoir été absent quelque temps, Ernesto, chancelier du duc de Ferrare, demande des nouvelles du duc Azzo et de son épouse Parisina. Il apprend que le duc est toujours d’une jalousie dévorante et que ses éternels soupçons sont de plus en plus mal supportés par sa femme. 
À l’arrivée du duc, Ernesto lui apprend que ses armées ont remporté une grande victoire. Le duc Azzo ordonne alors que l’on célèbre l’événement par des joutes et des tournois.
Resté seul avec son chancelier, le duc Azzo lui révèle qu’il soupçonne le jeune Ugo, orphelin recueilli par Ernesto, d’entretenir une relation coupable avec Parisina. Il annonce qu’Ugo est désormais banni de sa cour.
À peine le duc est-il sorti qu’arrive Ugo. Très inquiet, Ernesto lui demande de partir immédiatement, mais Ugo demande avec insistance des nouvelles de Parisina. Il avoue finalement à son père adoptif qu’il est tombé amoureux de la duchesse.

#### Scène 2
Jardin du palais du Belvédère.
Après que Parisina a confié à ses demoiselles d’honneur les raisons de son malheur dans l’air « Forse un destin che intendere », elle reçoit une troupe de chevaliers qui la prient de venir participer aux réjouissances. La jeune femme décline cependant l’invitation.
Parmi les chevaliers se cachait Ugo qui se fait reconnaître de Parisina. Celle-ci le conjure de partir sur le champ afin de ne pas provoquer davantage la colère du duc. Ugo accepte d’obéir après avoir obtenu le mouchoir de Parisina en gage d'amour (duo « Quando più grave e orribile »).
Le duc Azzo arrive sur ces entrefaites et surprend le couple. Il demande à Ugo pourquoi il a osé braver son ordre de ne pas se présenter à son palais. Ne sachant que répondre, Ugo est aidé par Parisina qui prétend que le jeune homme est venu lui demander d’intercéder en sa faveur. Maladroitement, Ugo prend à son tour la défense de Parisina, ce qui ne fait qu’attiser la jalousie d’Azzo.
Ernesto intervient cependant et supplie Azzo de pardonner à Ugo en ce jour de liesse. Le duc y consent, puis invite Parisina à participer aux réjouissances, ce qu’elle n’ose refuser.

### Acte II

#### Scène 1

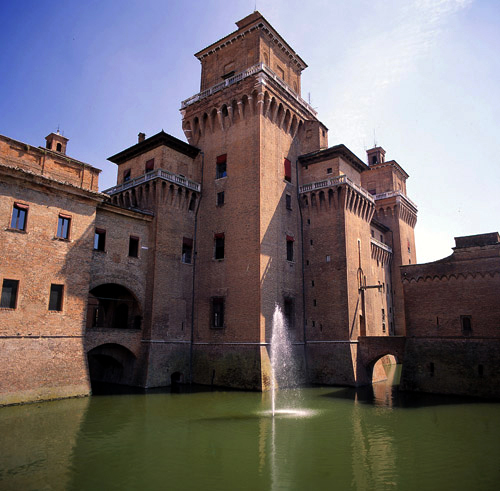
Extérieur du Château d'Este à Ferrare où se déroulent les deuxième et troisième actes de l’opéra.

La chambre de Parisina à l’intérieur du palais ducal à Ferrare, la nuit.
Les demoiselles d’honneur racontent à Imelda les festivités de la journée et le bonheur qu’a semblé éprouver Parisina lorsqu’elle remit la récompense au chevalier vainqueur du tournoi.
Parisina arrive à son tour et révèle que ce chevalier n’était autre qu’Ugo. Lasse cependant, elle décide de ne pas aller au bal et préfère se reposer (air « Sogno talor »). Elle s’endort rapidement.
Le duc Azzo entre alors dans la chambre. Il écoute Parisina parler dans son sommeil et comprend qu’elle est réellement amoureuse d’Ugo. Azzo réveille son épouse et lui révèle qu’il sait désormais la vérité. Désespérée, Parisina excite la colère du duc, afin que ce dernier la tue. Azzo parvient cependant à se contrôler et jure de se venger.

#### Scène 2
Galerie éclairée du palais ducal.
Ugo espère que Parisina viendra assister au bal. Il rencontre Ernesto et lui confie qu’il est convaincu d’être aimé par la jeune femme (air « Io sentii tremar la mano »). Terrifié, son père adoptif le supplie d’être prudent, lorsqu’une compagnie de gardes vient arrêter Ugo pour le conduire devant le duc.

#### Scène 3
Vestibule qui mène aux donjons du palais ducal.

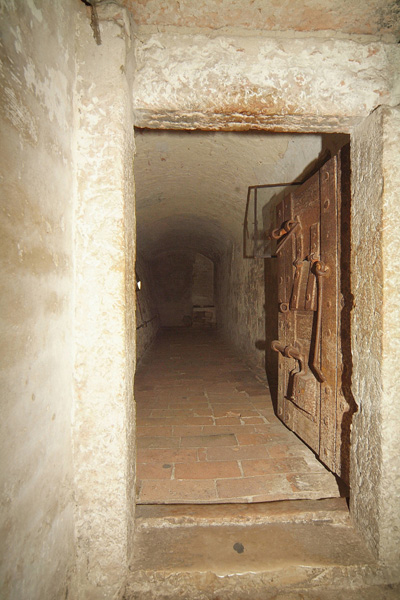
Cellule du Château d'Este à Ferrare où fut enfermée la véritable Parisina.

Interrogés par Azzo, Parisina et Ugo avouent qu’ils sont tombés amoureux l’un de l’autre. Le duc ordonne alors qu’on les conduise dans leur cellule avant d’être exécuté le lendemain matin.
Ernesto intervient alors et révèle qu’Ugo est le fils d’Azzo et de sa première épouse. Bouleversé, Azzo décide de bannir Ugo, tandis que Parisina devra demeurer à Ferrare avec lui.

### Acte III
Rez-de-chaussée du palais ducal, devant la chapelle privée.
Parisina sort de la chapelle où elle a prié toute la nuit. Imelda lui remet une lettre d’Ugo qui l’invite à fuir avec lui. Désespérée, la jeune femme fait part à sa compagne de ses sombres pressentiments.
Elles entendent soudain la prière des morts et voient arriver Azzo qui révèle qu’il s’est finalement vengé. Il montre alors à son épouse le corps sans vie d’Ugo qui vient d’être décapité. Au comble de l’horreur, Parisina s’effondre, morte.

## Genèse

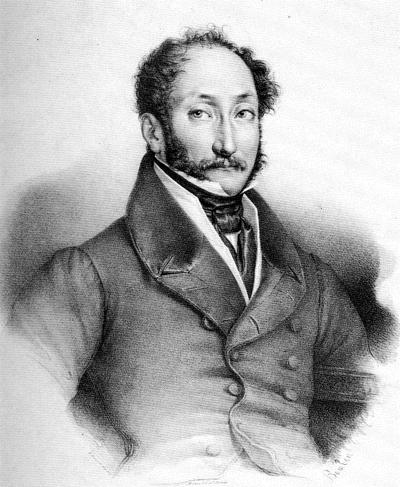
Felice Romani, librettiste de Parisina.

C’est le 21 mai 1832 qu’est signé le contrat par lequel Donizetti s’engage à composer la musique d’un opéra pour le Teatro della Pergola de Florence (alors dirigé par le célèbre impresario Alessandro Lanari) sur un livret de Felice Romani, opéra qui doit être représenté pour la saison du carnaval 1833. Le contrat prévoit que le livret doit être fourni au compositeur dès le mois de juillet 1832. Cependant, Romani devant écrire dans le même temps pas moins de quatre autres livrets (Caterina di Guisa  pour Carlo Coccia, Il segreto pour Luigi Maiocchi, Il conte di Essex pour Mercadante et Beatrice di Tenda pour Vincenzo Bellini), Donizetti ne recevra pas le livret avant la mi-février 1833.
Il ne faudra que deux semaines au compositeur pour terminer sa partition. Deux autres semaines seront nécessaires pour constituer le matériel d’orchestre et pour effectuer les répétitions, la création ayant lieu finalement le 17 mars 1833.
Afin de tenir de tels délais, Donizetti doit se résoudre à réutiliser dans Parisina de la musique qu’il a composée pour d’autres opéras. Ainsi, l’ouverture reprend intégralement celle de Ugo, conte di Parigi (1832).

## Création
La création recueille un très grand succès, Donizetti étant rappelé dix fois sur scène par le public, ému par le triste sort de l’héroïne de son opéra et enthousiasmé par une distribution exceptionnelle. Ainsi, la créatrice du rôle de Parisina n’est autre que Caroline Ungher qui fit partie des solistes originaux de la neuvième symphonie de Ludwig van Beethoven. Quant aux trois autres protagonistes, il ne s’agit pas moins de Gilbert Duprez, Domenico Cosselli et Carlo Ottolini Porto qui appartiendront, deux ans et demi plus tard, à la première distribution de Lucia di Lammermoor.
Néanmoins, en raison de la date de création tardive, l’opéra ne sera repris que neuf fois au cours de sa première saison à Florence. Il sera cependant rejoué très rapidement dans beaucoup d'autres villes, et notamment à La Nouvelle-Orléans ce qui fait de Parisina le premier opéra de Donizetti monté aux États-Unis. Dans son roman, Le Comte de Monte-Cristo, Alexandre Dumas imagine une représentation de Parisina, à Rome, avec "Coselli, Moriani et la Spech", en 1838. Franz d'Epinay et le vicomte Albert de Morcerf (fils de Fernand et de Mercédès) y assistent, ainsi, qu'incognito, le comte de Monte-Cristo en compagnie de la belle Haydée. 
Par contre, il ne sera plus guère représenté à partir de la fin du XIXe siècle, et il faudra attendre le milieu des années 1960 pour qu’il soit à nouveau repris.

## Interprètes de la création

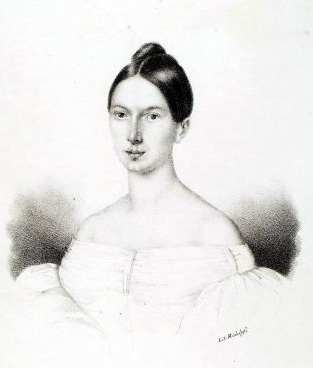
Caroline Ungher, créatrice du rôle de Parisina.

| Rôle        | Tessiture     | Distribution de la création, 1833 (Chef d’orchestre: ) |
| ----------- | ------------- | ------------------------------------------------------ |
| Parisina    | soprano       | Caroline Ungher                                        |
| Ugo         | ténor         | Gilbert Duprez                                         |
| Le duc Azzo | baryton       | Domenico Cosselli                                      |
| Ernesto     | basse         | Carlo Ottolini Porto                                   |
| Imelda      | mezzo-soprano | Teresa Zappucci                                        |

## Discographie sélective
- 1974 – Montserrat Caballé, Jerome Pruett, Louis Quilico, James Morris, Eleanor Bergquist – Orchestre de l'Opéra de New York - Eve Queler – Myto MDCD0002 (CD)
- 1997 – Alexandrina Pendatchanska (en), Amadeo Moretti, Ramon de Andrès, Eldar Aliev, Daniela Barcellona – Orchestra della Svizzera italiana - Emmanuel Plasson – Dynamic CDS277 (CD)[3]
- 2008 – Carmen Giannattasio, José Bros, Dario Solari, Nicola Ulivieri, Ann Taylor – Orchestre philharmonique de Londres - David Parry – Opera Rara ORC40 (CD)